# OCS Inventory

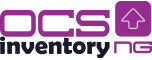
Logomarca

Open Computer and Software Inventory Next Generation (OCS Inventory NG) é um software livre que permite aos usuários inventariar ativos de TI. O OCS-NG coleta informações sobre o hardware e o software das máquinas conectadas, executando um programa cliente do OCS ("OCS Inventory Agent"). O OCS pode visualizar o inventário por meio de uma interface web. Além disso, o OCS inclui a capacidade de implantar aplicações em computadores de acordo com critérios de busca. O IpDiscover do lado do agente possibilita descobrir a totalidade de computadores e dispositivos em rede.

## História
O projeto de código aberto do OCS Inventory NG começou no final de 2005 e produziu sua primeira versão do OCS Inventory no início de 2007.